# Linares (Nuevo León)
Linares is een stad in de Mexicaanse staat Nuevo León. De plaats heeft 56.065 inwoners (census 2005) en is de hoofdplaats van de gemeente Linares.
Linares ligt ten zuidoosten van de stad Monterrey, in de kustvlakte van de Golf van Mexico.
De stad is de zetel van het rooms-katholieke bisdom Linares. De kathedraal is de Catedral de Felipe Apóstol.

## Geschiedenis
De plaats werd gesticht in 1712 als San Felipe de Linares, ter ere van onderkoning Fernando de Alencastre Noroña y Silva, hertog van Linares. In 1777 werd het bisdom opgericht als een van de eerste in Mexico. In de 18e eeuw was Linares de belangrijkste producent van suikerriet in het noorden van Mexico.

## Klimaat
De gemiddelde jaartemperatuur bedraagt 22°C. De gemiddelde temperatuur in de zomer bedraagt 29°C, maar kan oplopen tot meer dan 36°C. De gemiddelde wintertemperatuur bedraagt 15°C.